# Таманян, Камилла Геворковна
Камилла Геворковна Таманян (арм. Կամիլլա Գևորգի Թամանյան; 1946—2013) — советский и армянский ботаник, систематик высших растений, кандидат биологических наук, исследователь флоры Кавказа.

## Биография
В 1969 году окончила биологический факультет Ереванского государственного университета и стала сотрудницей отдела систематики и географии высших растений Института ботаники Академии наук Армянской ССР, в котором проработала до последнего дня жизни.
В 1979 году защитила кандидатскую диссертацию на тему «Кавказские представители рода Asparagus L.» (научный руководитель А. Л. Тахтаджян), с 1988 года на должности старшего научного сотрудника.
Автор обработок IX—XI томов издания «Флора Армении» (1995—2010), участвовала в составлении «Красной книги Армении» (1990, 2010).
В честь К. Г. Таманян назван вид растений Centaurea tamanianiae M.V.Agab. (1989) [= Rhaponticoides tamanianiae (M.V.Agab.) M.V.Agab. & Greuter (2021)].

## Избранные труды
Автор и соавтор более 100 научных работ.
- Таманян К. Г. Роды Cousinia, Saussurea, Carlina // Флора Армении = Հայաստանի Ֆլորան : в 11 т. / под ред. А. Л. Тахтаджяна. — Havlickuv Brod (Czech Republic) : Koeltz Scientific Books, 1995. — Т. 9 : Campanulaceae, Asteraceae / отв. ред. тома В. Е. Аветисян, М. Э. Оганесян. — 675 с. — ISBN 3-87428-382-3.
- Tamanian K. Synopsis of the Caucasian representatives of genus Cousinia (Asteraceae, Cardueae) // Feddes Repertorium: Journal of Botanical Taxonomy and Geobotany. — 1999. — Vol. 110, no. 1/2. — P. 73—79. — doi:10.1002/fedr.19991100110.
- Chen X., Tamanian K. G. Asparagus // Flora of China :  [англ.] = 中国植物志 : in 25 vol. / ed. by Z. Wu, P. H. Raven, D. Hong. — Beijing : Science Press ; St. Louis : Missouri Botanical Garden Press, 2000. — Vol. 24 : Flagellariaceae through Marantaceae. — P. 208—215. — 431 p. — ISBN 978-0-915279-34-0. — ISBN 978-0-915279-83-8 (vol. 24).
- Таманян К. Г. Семейства Melanthiaceae, Hemerocallidaceae, Convallariaceae, Ruscaceae, Asparagaceae, Asphodelaceae, Smilacaceae, Araceae, Acoraceae, роды Gagea, Hyacinthella, Puschkinia, Scilla, ключ для определения родов Hyacinthaceae // Флора Армении = Հայաստանի Ֆլորան : в 11 т. / под ред. А. Л. Тахтаджяна. — Ruggell (Liechtenstein) : Gantner, 2001. — Т. 10 : Monocotyledones (исключая Poaceae) / отв. ред. тома Э. Ц. Габриэлян, М. Э. Оганесян. — 612 с. — ISBN 3-904144-16-2.
- Таманян К. Г., Файвуш Г. М. Озеро Гилли: прошлое и настоящее (флора и растительность) // Флора, растительность и растительные ресурсы Армении / гл. ред. Э. Ц. Габриэлян. — Ереван : Армянское ботаническое общество, 2002. — Вып. 14. — С. 86—94. — 132 с. — 300 экз.
- Vitek E., Fayvush G., Tamanyan K., Gemeinholzer B. New taxa of Gundelia (Compositae) from Armenia // Annalen des Naturhistorischen Museums in Wien: Serie B (Botanik und Zoologie). — 2009. — Vol. 111. — P. 85—99.
- Таманян К. Г. Роды Agropyron, Elymus, Elytrigia, Eremopyrum // Флора Армении = Հայաստանի Ֆլորան : в 11 т. / под ред. А. Л. Тахтаджяна. — Ruggell (Liechtenstein) : Gantner ; Königstein : Koeltz Scientific Books, 2010. — Т. 11 : Poaceae / отв. ред. тома Э. Ц. Габриэлян, М. Э. Оганесян. — 547 с. — ISBN 978-3-906166-81-0.